# Fibré
Pour l’article homonyme, voir Fibre.
Ne pas confondre avec une fibration ni avec un espace filtré.
En mathématiques, un espace fibré est, intuitivement, un espace topologique qui est localement le produit de deux espaces — appelés la base et la fibre — mais en général pas globalement. Par exemple, le ruban de Möbius est un fibré de base un cercle et de fibre un segment de droite : il ressemble localement au produit d'un cercle par un segment, mais pas globalement comme le cylindre
Plus précisément, l'espace total du fibré est muni d'une projection continue sur la base, telle que la préimage de chaque point soit homéomorphe à la fibre. Cette projection est a priori supposée localement triviale, c'est-à-dire que tout point de la base admet un voisinage dont la préimage s'identifie à un produit cartésien de ce voisinage et de la fibre, par le biais d'homéomorphismes appelés trivialisations ou cartes. Le passage d'une trivialisation à l'autre se fait au moyen d'un groupe d'homéomorphismes de la fibre appelé groupe de structure.
Cette notion généralise donc la projection d'un produit cartésien sur l'un de ses facteurs.

## Définition formelle
Un espace fibré peut se présenter comme la donnée d'une surjection continue {\displaystyle \pi } (projection ou pied) entre deux espaces topologiques séparés {\displaystyle E} et {\displaystyle B} (espace total et base), d'un espace séparé {\displaystyle F} (fibre) sur lequel agit un groupe topologique {\displaystyle G} (groupe de structure) et d'un ensemble d'homéomorphismes (cartes) appelés trivialisations locales
{\displaystyle \phi _{i}\colon \ U_{i}\times F{\stackrel {\simeq }{\longrightarrow }}\pi ^{-1}(U_{i})}
où la famille {\displaystyle (U_{i})} décrit un recouvrement ouvert de {\displaystyle B}, satisfaisant les conditions suivantes :
1. Les cartes commutent avec les projections :
{\displaystyle \forall (b,y)\in U_{i}\times F,\ \pi (\phi _{i}(b,y))=b\ .}
2. Les changements de carte sont induits par des sections dans le groupe de structure, autrement dit pour tout couple de cartes ({\displaystyle \phi }, {\displaystyle \psi }) définies sur un même[4] ouvert {\displaystyle U}×{\displaystyle F} il existe une application continue {\displaystyle \theta } de {\displaystyle U} dans {\displaystyle G} telle que :
{\displaystyle \forall (b,y)\in U\times F,\ \psi (b,y)=\phi (b\,,\,\theta (b)\!\cdot \!y)\ .}

L'ensemble des cartes est en général supposé maximal satisfaisant ces conditions, c'est-à-dire que tout homéomorphisme commutant avec les projections et compatible avec les autres cartes est aussi une carte.
Un fibré de fibre {\displaystyle F} et de base {\displaystyle B} se dit parfois « en {\displaystyle F} sur {\displaystyle B} ».

## Fibré trivialisable
Un espace fibré est dit trivialisable s'il admet une carte ayant l'espace total pour image. Il est dit trivial lorsqu'une telle carte est précisée, ce qui l'identifie comme espace fibré au produit cartésien de la base et de la fibre.
Une réduction du groupe de structure est la donnée d'un sous-ensemble de cartes dont la réunion des images est l'espace total et qui reste maximal pour un groupe de structure plus petit. Une trivialisation est donc une réduction du groupe de structure au groupe trivial.

## Exemples et contre-exemples
- Le ruban de Möbius muni de la projection sur un cercle médiateur est un espace fibré non trivial, de fibre un intervalle réel et dont le groupe de structure peut se réduire à deux éléments (l'identité et une réflexion).
- La bouteille de Klein est un fibré en cercles sur le cercle dont le groupe de structure se réduit aussi à deux éléments.
- La fibration de Hopf est un fibré en cercles sur la sphère, dont le groupe de structure se réduit au groupe des isométries positives du cercle.
- La projection du premier quadrant sur sa bissectrice est une fibration qui ne définit pas un fibré, car la préimage de l'origine est réduite à un point tandis que la préimage de tout autre point de la bissectrice est un segment d'intérieur non vide.

## Types de fibrés
- Un revêtement est un espace fibré dont la fibre est discrète.
- Un fibré vectoriel est un espace fibré dont la fibre est un espace vectoriel et le groupe de structure est le groupe linéaire. C'est le cas des fibrés tangent et cotangent sur une variété différentielle.
- Un fibré différentiel est un fibré pour lequel l'espace total, la base et la fibre sont des variétés différentielles[5].
- Un fibré principal est un fibré pour lequel le groupe de structure agit librement et transitivement sur la fibre, autrement dit un fibré pour lequel la fibre peut s'identifier au groupe de structure muni de l'action à droite. C'est le cas du fibré de Hopf, ainsi que du fibré des repères d'une variété différentielle.
- Un fibré associé est un fibré induit par un fibré principal et par une action de groupe.

### Ouvrages de mathématiques pour physiciens théoriciens
- (en) Theodore Frankel, The Geometry of Physics - An Introduction, Cambridge University Press, 2004, 2e éd. révisée et illustrée  (ISBN 978-0-52153927-2)
- (en) Mikio Nakahara, Geometry, Topology and Physics, Institute of Physics Publishing, 2003, 2e éd. illustrée  (ISBN 978-0-75030606-5)
- (en) Charles Nash et Siddhartha Sen, Topology and Geometry for Physicists, Academic Press, 1983  (ISBN 978-0-12514080-5)
- (en) Yvonne Choquet-Bruhat et Cécile DeWitt-Morette, Analysis, Manifolds and Physics - Part I: Basics, North-Holland, 2e édition révisée, 1989  (ISBN 978-0-44486017-0)